# Lou Amato
Hon Louis „Lou“ Amato (* 1963 in Sydney) ist ein australischer Politiker der Liberal Party of Australia, der zwischen 2015 und 2023 Mitglied im Parlament von New South Wales war.

## Leben
Amato war als Fahrzeugtechnikingenieur tätig, betrieb 15 Jahre lang ein kleines Unternehmen im Wollondilly Shire und war Autorisierter Inspektor für leichte Fahrzeuge für den Straßen- und Seeverkehr. Er trat als Mitglied der Liberal Party of Australia bei und war Präsident des Ortsverbands der Partei in Picton-Stone Quarry. In der Kommunalpolitik wurde er 2012 Mitglied des Rates des Wollondilly Shire und fungierte zwischen 2013 und 2014 als stellvertretender Bürgermeister dieses lokalen Verwaltungsgebiets LGA (Local Government Area). Daneben war er von 2012 bis 2014 Mitglied des Kraftfahrzeugbeirates, dem Motor Vehicle Advisory Council, sowie zudem zwischen 2012 und 2015 Mitglied der Organisationsräte der Region Macarthur. Zudem engagierte er sich als Vizepräsident der Handelskammer von Bargo, einer Kleinstadt im Wollondilly Shire, und als Mitglied des Institut für Kraftfahrzeugmaschinenbauingenieure IAME (Institute of Automotive Mechanical Engineers).
Am 28. März 2015 wurde er für die Liberal Party erstmals Mitglied im Parlament von New South Wales und war bis zum 3. März 2023 Mitglied des Legislativrates (New South Wales Legislative Council). Während dieser Zeit war er Mitglied zahlreicher Ausschüsse und unter anderem zwischen dem 3. Mai 2017 und dem 1. März 2019 Vorsitzender des Fachausschusses für Bildung (Portfolio Committee No. 3 - Education) sowie anschließend vom 20. Juni 2019 bis zum 3. März 2023 Vorsitzender des Gemeinsamen Ständigen Parlamentsausschusses für Straßensicherheit (Joint Standing Committee on Road Safety). Zugleich fungierte er im Kabinett von Premierminister Dominic Perrottet zwischen dem 22. Dezember 2021 und dem 3. März 2023 als Parlamentarischer Staatssekretär für Kleinunternehmen (Parliamentary Secretary for Small Business).